# XVI Korpus SS
XVI Korpus SS (niem. XVI. Waffen-Armeekorps der SS) –  jeden z korpusów Waffen-SS, który obejmował jednostki znajdujące się na Pomorzu i został rozwiązany po wycofaniu go z tego regionu. Korpus brał udział w operacji pomorskiej w lutym 1945 roku.

## Dowództwo korpusu
Dowódca:
gen. Karl-Maria Demelhuber (styczeń 1945 – luty 1945)
Szef sztabu:
płk Adolf Ax (od stycznia 1945 – 24 stycznia 1945)
Skład:
- Głównie żołnierze SS stacjonujący na Pomorzu